# Ngày Thế giới Phòng chống Lao
Ngày Thế giới phòng chống lao hay Ngày Lao Thế giới (tiếng Anh: World Tuberculosis Day) là một ngày kỷ niệm rơi vào ngày 24 tháng 3 mỗi năm để nhắc nhở cộng đồng về mối nguy hại của bệnh lao, do mỗi năm vẫn có khoảng 940.000 người tử vong vì bệnh này (hầu hết trong số đó là tại các quốc gia trong thế giới thứ ba). Trong năm 2012, 8,6 triệu người bị bệnh lao, và 1,3 triệu người chết vì căn bệnh này, chủ yếu là ở thế giới thứ ba.
Ngày kỷ niệm này được Liên Hợp Quốc công nhận tại Nghị quyết WHO/EC-XII/Res.6 theo đề xuất của WHO.

## Lịch sử
Ngày Thế giới phòng chống lao là một trong tám chiến dịch y tế công cộng toàn cầu chính thức của Tổ chức Y tế Thế giới (WHO), cùng với Ngày Sức khỏe Thế giới, Ngày Hiến Máu Thế giới, Tuần lễ Tiêm chủng Thế giới, Ngày Sốt rét Thế giới, Ngày Thế giới không thuốc lá, Ngày Viêm gan Thế giới và Ngày thế giới phòng chống bệnh AIDS.
Ngày này đã được chọn vì vào ngày 24 Tháng 3 năm 1882 tại Berlin, Robert Koch đã công bố việc phát hiện ra vi khuẩn lao. Tại thời điểm đó, bệnh lao đã phổ biến ở châu Âu và Mỹ và cứ 7 người thì có một người chết vì nó. Nhờ việc phát hiện ra nguyên nhân của căn bệnh này, khoa học đã có thể phát triển một liệu pháp chống lại căn bệnh.

## Hoạt động
Trong năm 1982, nhân dịp kỷ niệm 100 năm ngày công bố sự phát hiện vi khuẩn ở trên, Liên minh quốc tế chống Lao và Bệnh phổi (International Union Against Tuberculosis and Lung Disease - IUATLD) gợi ý ngày 24 tháng 3 là Ngày Thế giới phòng chống lao. Năm 1996, WHO đã tham gia đề xuất này để làm ngày này được chú ý hơn.
Chủ đề hoạt động WTD đến năm 2016 được nêu trong World TB Day.